# Eleccions legislatives belgues de 1950
Les Eleccions legislatives belgues de 1950 es van celebrar el 4 de juny de 1950 per a renovar els 212 membres de la Cambra de Representants. Els socialcristians guanyaren per majoria absoluta i formaren govern Josep Pholien (fins a 1952) i Jean Van Houtte.

## Resultats a la Cambra de Representants
|                | CVP/Partit Social Cristià              | 2.356.608 |  | 47,68   |  | 108 | +3  |
|                | Parti Socialiste-Socislistische Partij | 1.705.781 |  | 34,51   |  | 77  | +11 |
|                | Liberale Partij-Parti Libéral          | 556.102   |  | 11,25   |  | 20  | +9  |
|                | Partit Comunista de Bèlgica            | 234.541   |  | 4,75    |  | 7   | -5  |
|                | Cartell liberal-socialista             | 87.252    |  | 1,77    |  |     |     |
|                | Altres                                 | 2.523     |  | 0,05    |  |     |     |
| Total          | Total                                  |           |  | 100,00% |  | 212 |     |
| Font: Cevipol. |                                        |           |  |         |  |     |     |